# 정비 신칸센
정비 신칸센(일본어: 整備新幹線)은 신칸센의 계획 노선 중 전국 신칸센 철도 정비법 (1970년 법률 제71호) 제7조에 따라 일본 정부가 1973년 11월 13일에 정비 계획을 결정한 다음 5개 노선을 가리킨다.
- 홋카이도 신칸센 (아오모리시에서 삿포로시까지)
- 도호쿠 신칸센 (모리오카시에서 아오모리시까지)
- 호쿠리쿠 신칸센
- 규슈 신칸센 (구 명칭: 규슈 신칸센 가고시마 루트)
- 니시큐슈 신칸센 (구 명칭: 규슈 신칸센 나가사키 루트)

또한, 이 5개 노선 이전에 계획되어 개통 또는 건설 공사 등이 진행되고 있었던 신칸센 노선인 도카이도 신칸센, 산요 신칸센, 도호쿠 신칸센(도쿄역 - 모리오카역 사이), 조에쓰 신칸센, 나리타 신칸센(계획 폐지)는 정비 신칸센에는 포함되지 않는다.

## 개요
| 노선명          | 기점                  | 종점                    | 진행 상황                                   | 거리  | 비고 |
| --------------- | --------------------- | ----------------------- | ------------------------------------------- | ----- | --- |
| 홋카이도 신칸센 | 아오모리현 아오모리시 | 홋카이도 삿포로시       | 일부 개업 (신아오모리 - 신하코다테호쿠토간) | 360km | 도호쿠 신칸센과 직결 운행.                                                                                          |
| 도호쿠 신칸센   | 이와테현 모리오카시   | 아오모리 현 아오모리 시 | 전구간 개통                                 | 179km | 홋카이도 신칸센과 직결 운행.                                                                                        |
| 호쿠리쿠 신칸센 | 도쿄도                | 오사카부 오사카시       | 일부 개업 (도쿄 - 쓰루가간)                 | 600km | 도쿄 - 오미야 간은 도호쿠 신칸센 및 조에쓰 신칸센과의 선로 공용. 오미야 - 다카사키 간은 조에 쓰 신칸센과 선로 공용. |
| 규슈 신칸센     | 후쿠오카현 후쿠오카시 | 가고시마현 가고시마시   | 전구간 개통                                 | 257km | 산요 신칸센과 직결 운행.                                                                                            |
| 니시큐슈 신칸센 | 사가현 다케오시       | 나가사키현 나가사키시   | 일부 개업 (다케오온센 - 나가사키간)         | 66km  | 하카타-다케오온센 구간은 릴레이 카모메로 연계 중.                                                                   |

## 같이 보기
- 신칸센
- 일본 철도건설·운수시설정비지원기구